# Pylaisia
Pylaisia ist eine Moosgattung aus der Ordnung der Hypnales. 

## Merkmale
Das Hauptstämmchen ist kriechend und unregelmäßig bis regelmäßig fiedrig verzweigt. Die Seitenäste stehen eher aufrecht ab. Blätter an Stämmchen und Ästen sind einander ähnlich: sie haben eine lang ausgezogene Spitze, sind flachrandig und ganzrandig. Die Rippe ist kurz und doppelt oder aber fehlend. Die Laminazellen sind prosenchymatisch. Die Blattflügelzellen sind quadratisch. 
Die Seta ist glatt und rot. Die Kapsel steht aufrecht.

## Systematik
Die Gattung ist Teil der Familie der Pylaisiaceae. Sie besteht aus 18 Arten, von denen zwei in Europa vorkommen, eine davon in Deutschland: 
- Pylaisia polyantha

## Belege
- Jan-Peter Frahm, Wolfgang Frey: Moosflora (= UTB. 1250). 4., neubearbeitete und erweiterte Auflage. Ulmer, Stuttgart 2004, ISBN 3-8252-1250-5.